# آتش‌سوزی کلیسای ابو سفین مصر
کلیسای ابوسفین (به عربی: حریق کنیسة أبو سیفین) یک کلیساست که در جیزه واقع شده‌است. در ۱۴ اوت ۲۰۲۲، در کلیسای ابو سفین، یک کلیسای ارتدکس قبطی در محله امبابه جیزه در حومه قاهره، مصر، در زمان مراسم عبادت یکشنبه که نزدیک به ۵۰۰۰ عبادت‌کننده جمع شده بودند، رخ داد. وزارت بهداشت و جمعیت گزارش داد که ۴۱ نفر که در میان آنها دست‌کم هجده کودک وجود داشت جان خود را از دست داده‌اند. یکی از کشیش‌های کلیسا به نام عبد المسیح نجیب در میان کشته‌شدگان بود.
طبق گزارش منابع آگاه و قابل اعتماد محمد صلاح بازیکن معروف تیم فوتبال لیورپول مبلغ ۱۵۶/۰۰۰ دلار به منظور بازسازی این کلیسا اهدا کرد.
روزنامه دیلی میرر با اعلام این خبر نوشت: مهاجم مشهور لیورپول با کارهای خیریه در انگلیس و همچنین کشورش مصر بیگانه نیست.